# Pietra d'inciampo
Una pietra d'inciampo (in tedesco Stolperstein) è una piccola targa d'ottone, della dimensione di un sampietrino (circa 10 × 10 cm), posta nel terreno davanti alla porta della casa in cui abitò una vittima del nazismo o nel luogo in cui fu fatta prigioniera; su di essa sono incisi il nome della persona, la data di nascita, l'eventuale luogo di deportazione e la data di morte, se conosciuta.
Questa è un'iniziativa dell'artista tedesco Gunter Demnig per depositare, nel tessuto urbanistico e sociale delle città europee, una memoria diffusa dei cittadini deportati nei campi di sterminio nazisti.
L'iniziativa è partita a Colonia nel 1992 e ha portato, a inizio 2019, all'installazione di oltre 130 000 "pietre".  
La cinquantamillesima pietra è stata posata a Torino nel 2015; nel 2023 è stata installata a Norimberga la centomillesima pietra d'inciampo per Johann Wild, un vigile del fuoco.

## Storia dell'iniziativa

I ventisei paesi in cui sono già state collocate delle Stolpersteine. (aggiornato al 2024)

Le pietre d'inciampo vengono posate in memoria delle vittime del nazismo, indipendentemente da etnia e religione. La prima, ad esempio, fu posata a Colonia in ricordo di mille tra Sinti e Rom deportati nel maggio del 1940. La memoria intende ridare individualità a chi si vedeva ridurre soltanto a numero.
L'espressione "inciampo" deve dunque intendersi non in senso fisico, ma visivo e mentale, per far fermare a riflettere chi vi passa vicino e si imbatte, anche casualmente, nell'opera. L'espressione "pietra di inciampo" è mutuata dall'Epistola ai Romani di Paolo di Tarso:

## Diffusione

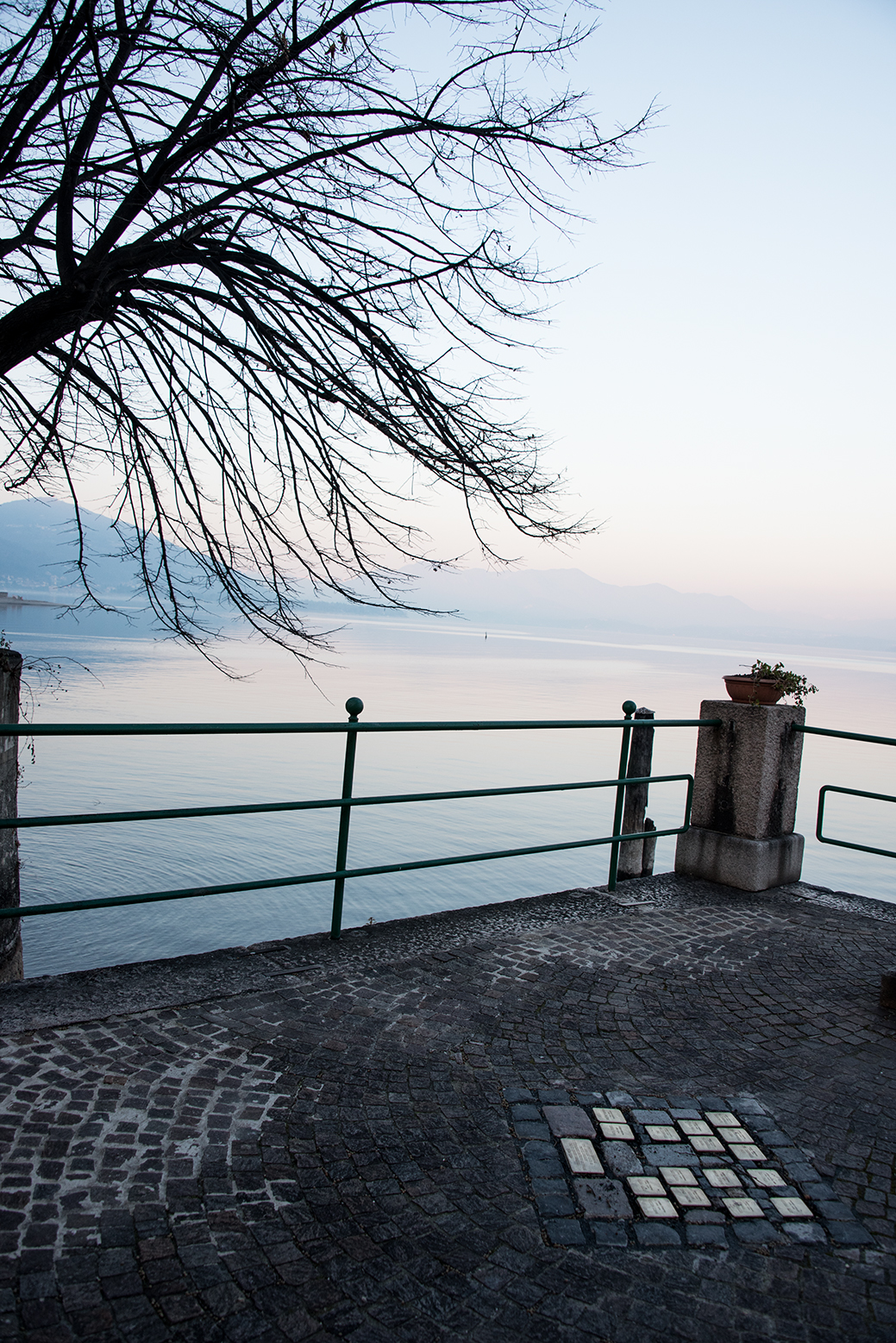
Pietre d'inciampo collocate a Meina

I blocchetti si possono trovare in quasi tutti i paesi che furono occupati durante la seconda guerra mondiale dal regime nazista tedesco; oltre ad essi anche in Svizzera, Svezia, Irlanda e Spagna, che rimasero neutrali durante la guerra, e nel Regno Unito, che resistette ai nazisti (vi si trova solo una Stolperstein, nel quartiere londinese di Soho).

La maggior parte delle pietre d'inciampo fuori dalla Germania sono state documentate da due fotografi austriaci, Christian Michelides e Francisco Peralta Torrejón.

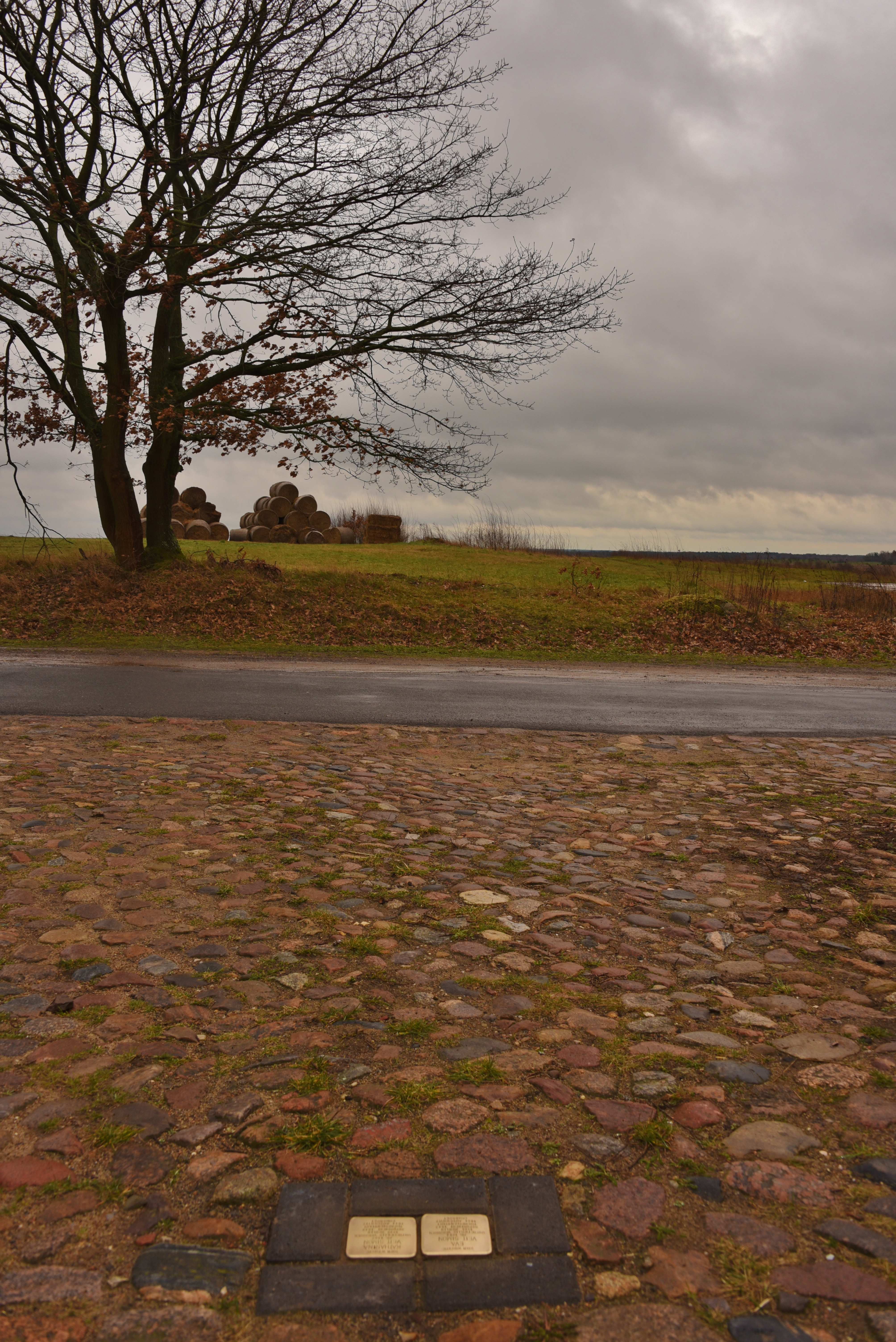
Pietre d'inciampo in Brandeburgo

### Germania
La maggior parte delle pietre d'inciampo sono collocate in Germania. Come in altri paesi, anche in Germania la pianificazione, l'approvazione e le collocazioni delle pietre d'inciampo sono effettuati da iniziative locali. Le città più attive sono:
- Berlino, per molti anni al primo posto, ora con 10 278 pietre.[12]
- Amburgo, tradizionalmente seconda, con 7 276 pietre.[13]
- Colonia al terzo posto con circa 2 300 pietre.

Seguono Francoforte sul Meno (con circa 2 100 pietre) e altre sei città, tutte con oltre cinquecento pietre: Stoccarda, Brema, Wiesbaden, Würzburg, Lipsia e Magdeburgo. Il progetto Demnig è rappresentato a livello nazionale in tutta la Germania. Ci sono solo problemi a Monaco, la capitale bavarese, dove il consiglio comunale ha vietato la posa su suolo pubblico rispettando la critica della comunità ebraica locale. Ma anche a Monaco sono già state collocate 423 pietre d'inciampo, tutti su terreni privati. Altre 240 pietre sono in attesa in un magazzino per la loro collocazione.

### Paesi Bassi
Al secondo posto ci sono i Paesi Bassi con oltre 6 500 pietre. Il 29 novembre 2007, nel centro storico della piccola città di Borne, la prima installazione ha avuto luogo in questo paese. Da allora, Gunter Demnig lavora regolarmente nei Paesi Bassi. I centri della distribuzione sono Amsterdam, Rotterdam e Hilversum, tutti con circa quattrocento, seguiti da Oss, Gouda, Eindhoven, Zwolle, Hengelo, Emmen, Maastricht, Assen e L'Aia, ciascuno con un numero tra cento e trecento.(Dati del febbraio 2019)

### Austria, Italia e Repubblica Ceca
Al terzo posto, tre paesi si alternano ogni anno, ogni paese con circa un migliaio di pietre d'inciampo:
- l'Austria, dove si sono svolte le prime collocazioni nel 1996 a Sankt Georgen bei Salzburg, che sono state anche le prime collocazioni in tutta l'Europa con un'approvazione ufficiale;
- la Repubblica Ceca, dove le prime collocazioni sono avvenute nell'ottobre 2008 a Praga;
- l'Italia, dove le prime collocazioni sono avvenute nel gennaio 2010 a Roma[17].

## Reazioni
In Germania, soprattutto, all'esordio dell'iniziativa è sorto un dibattito sul fatto che le "pietre" venivano poste davanti al portone di ingresso e il proprietario dell'immobile poteva non sempre gradire l'idea di essere costretto a ricordare ogni giorno le atrocità naziste. A Colonia, per esempio, una "pietra" fu posta lontana dal portone principale, quasi al bordo del marciapiede, vicino alla strada. A Krefeld la controversia riguardò il fatto che le pietre di Demnig ricordavano troppo il periodo in cui i nazisti usavano le lapidi delle tombe ebraiche come pavimentazione per i marciapiedi. Fu raggiunto l'accordo che la scelta del luogo dove porre una pietra d'inciampo sarebbe stata subordinata all'approvazione del proprietario della casa e, qualora ci fossero, anche dei parenti delle vittime da ricordare.
In alcuni casi, le pietre sono state divelte: a Roma, ad esempio, un caso del genere ha riguardato, il 12 gennaio 2012, alcune pietre d'inciampo posate al numero 67 di via Santa Maria di Monticelli. Pochi giorni dopo si scoprì che l'atto era stato compiuto da un condomino del palazzo di fronte al quale erano state posizionate in quanto infastidito dalla loro presenza. Sempre a Roma, il 10 dicembre 2018 sono state rubate venti pietre d'inciampo posate in via Madonna dei Monti.